# Инженерная балка
Инженерная балка (Куриная балка) — местность в Нахимовском районе Севастополя. Находится на Северной стороне города между Северной (Перевозной) балкой и батареей № 4 (Екатерининской).
Возникновение топонима относится к 1915 году, когда инженерные войска начали строительство на этом месте пристани. Ранее балка именовалась Куриной из-за нахождения в середине XIX века тут склада с зерном, возле которого было множество кур.
Современную застройку местности составляют одно- и двухэтажные строения, появившиеся в конце XIX — начале XX веков в качестве жилья для солдат и офицеров. Располагался здесь командный состав 13-й артиллерийской бригады. На месте, где сейчас расположена железнодорожная насыпь, в начале века проводил смотр войск Николай II. Во время Великой Отечественной войны здесь располагался штаб Черноморского флота.
Население местности составляет около 5000 человек. На территории балки находятся склады радиационной, химической и биологической защиты, одноимённая железнодорожная станция. Через территорию балки планируется построить вантовый мост, который свяжет две стороны севастопольской бухты.
В 2022 году 31 дом на Инженерной балке был газифицирован. Стоимость работ составила 12 млн рублей.